# مرحضة إلكترونية

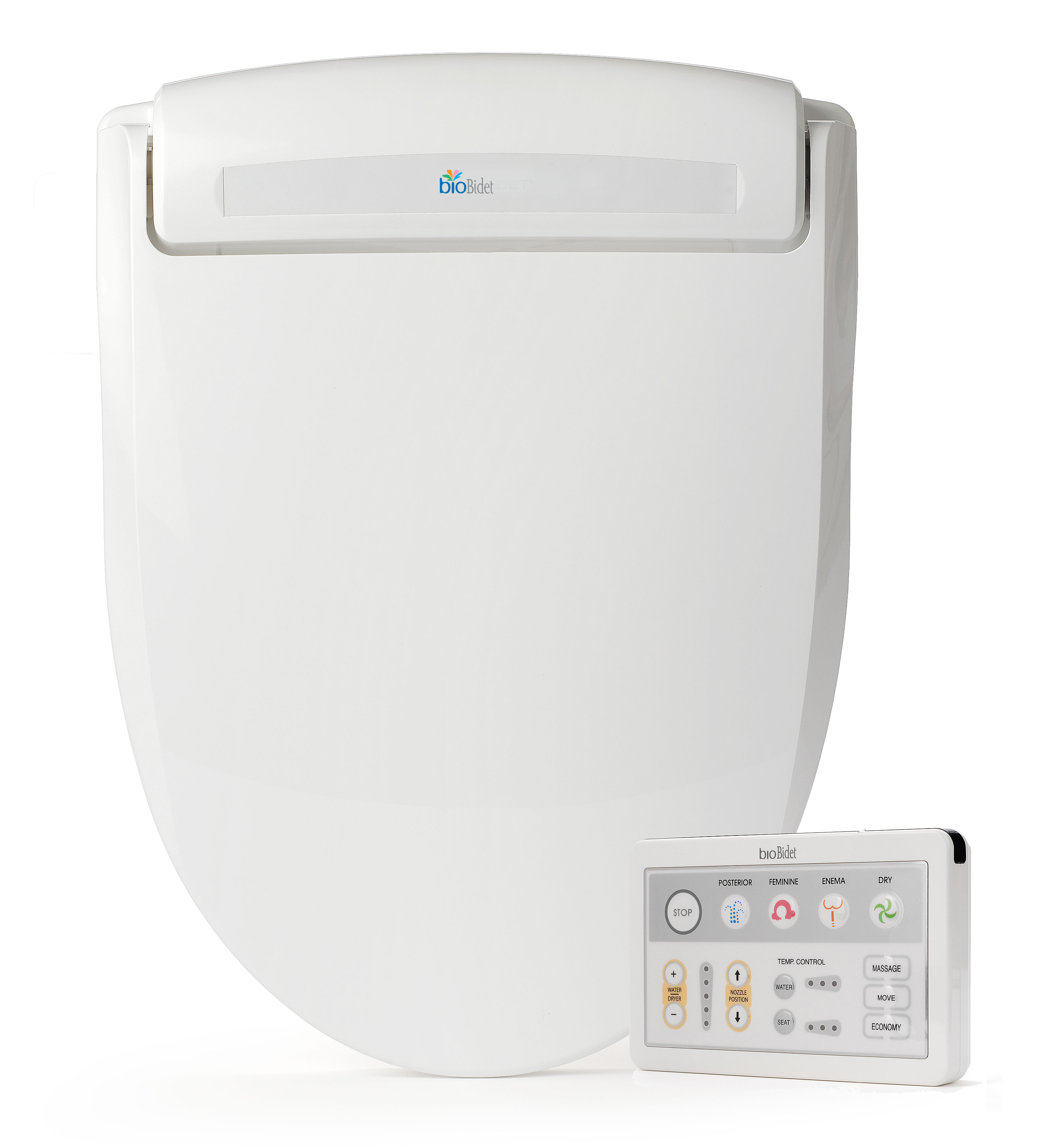
مرحضة إلكترونية

المرحضة الإلكترونية أو الشطافة الإلكترونية أو البيديه الإلكتروني هي أداة متصلة بمقعد المرحاض أو بالمرحاض نفسه مع فوهة لرش الماء الدافئ لتنظيف فتحة الشرج والأعضاء التناسلية الأنثوية، يعمل الجهاز بالطاقة الكهربائية والتحكم الإلكتروني، وهي حلت محلت المرحضة التقليدية وقد يكون هذا الجهاز (المرحضة) وحدة صحية منفصلة تماماً. تحتوي بعض المرحضات من هذا النوع على فوهة واحدة قابلة للتعديل على الحافة الجانبية للشرج والأعضاء التناسلية، أو فوهة على الحافة الخلفية، و «فوهة عائلية» أقصر لغسل المنطقة حول فتحة الشرج، و «فوهة مرحضة» أطول للنساء لغسل الفرج.

## المميزات
الميزة الأساسية هي الفوهة التي تخرج من تحت مقعد المرحاض وتتدفق المياه من خلالها.عادة ما يكون له اعدادان: التنظيف الخلفي لغسل فتحة الشرج، والتنظيف الأنثوي لغسل الفرج وهي مفيدة بشكل خاص أثناء فترة الحيض.
وظيفة المرحضة غير المنفصلة: 
- أساسية غير إلكترونية:

1. شطاف محمول باليد هو فوهة تقوم ببساطة برش الماء إما عن طريق الأنابيب أو مخزن الماء
2. مرحضة غير إلكترونية: هي مقعد أو ملحق للمرحاض مرتبط بمرشات ممكن تعديل موقعها معظمها لديها مصدر مياه واحد وبدرجة حرارة باردة أو دافئة وبعضها لديها مياه باردة وساخنة.

- الوظائف الالكترونية الأساسية:

1. مقعد المرحاض متصل بإمدادات المياه الباردة والحارة مع فوهة قابلة للتعديل، الجهاز يسخن الماء وعادةً ما تكون فوهة المرحضة ذاتية التنظيف قبل وبعد التشغيل.
2. المقعد يتم تسخينه، في اليابان تلك الأداة الالكترونية منتشرة جدا على الرغم من أن معظم البيوت لا يوجد فيها تدفئة مركزية وتصبح باردة في الشتاء وتلك الأداة تعطي الهواء الدافئ.
3. توفر معظم المراحيض الالكترونية الهواء الدافئ للتجفيف.
4. شكل من أشكال لوحة التحكم المرفقة بالجانب

- المميزات المتقدمة.[1]

```
لا يتم توفيرها من قبل جميع المرحضات.
```

1. تدعم معظم المراحيض المياه المعدلة ودرجة حرارة الهواء المعدل وضغط الماء المعدل ووضع الفوهة القابلة للتعديل.
2. مزيلات الروائح المدمجة ومرشح الكربون النشط.
3. الوضع المتذبذب الذي تتحرك فيه الفوهة ذهابا وإيابا، والوضع النابض الذي يغير شدة النفاثة للمساعدة في تحفيز حركة الأمعاء.
4. وضع ضغط مرتفع يوصف بانه (وضع الحقنة الشرجية).
5. برامج مثل التناوب الحار والبارد والوضع الدافئ لفترات طويلة يوصف أحيانا باسم (حمام المقعدة)
6. جهاز تحكم عن بعض (سلكي ولا سلكي).
7. وضع توفير الطاقة الذي ينشط تدفئة المقعد فقط في حال كان المستخدم يجلس على المقعد.
8. الفتح والإغلاق التلقائي للغطاء العلوي إذا اقترب المستخدم للغطاء من الخلف أو كلا الغطائيين إذا اقترب إليه من الأمام.
9. الإضاءة إذا اقترب المستخدم.
10. الموسيقى
11. تطهير الفوهات بالأشعة فوق البنفسجية أو المياه المعالجة.

## التاريخ

### الستينات (السنوات الأولى)
في أوائل الستينات كان والد ارنولد كوهين من بروكلين نيويورك في الولايات المتحدة الأمريكية يعاني من حالة طبية تسببت في الم بمنطقة المستقيم، لذلك صمم ارنولد نظام مرحضة لمقعد المرحاض وهو يتميز بفوهة لرش الماء الدافئ ونفخ الهواء الساخن. 
في عام 1964 حصل ارنولد على براءة اختراع لتصميمه وأسس شركة مرحضة الأمريكية، وبدأ تسويق المرحضة الملقب ب ("American Sitzbath") باستخدام الإعلانات الكبيرة وحضور المعارض التجارية. قد كان مخصصا للاستخدام في المستشفيات من قبل المرضى الذين يجدون صعوبة في استخدام أوراق التواليت أو الوصول إلى المكان المخصص لتنشيف وتجفيف أنفسهم.قام ارنولد بتثبيت الآلاف من هذه المقاعد في ضواحي نيويورك وكان للشركة مكاتب في جميع أنحاء البلاد وبسبب الحواجز الثقافية كان الإعلان شبه مستحيل وأراد القليلون عرض الإعلانات التي أنتجتها الشركة، بعد فشل المنتج في أمريكا الشمالية رخص كوهين اختراعه وبراءات الاختراع لشركة (TOTO)في اليابان، في عام 1967 استوردت (TOTO) نظام مرحضة أندرويد الذي تم تغيير علامته التجارية الآن باسم (Wash Air Seat) في اليابان، وقد فشل نظام المرحضة في اليابان أيضا لأنه كان مكلفاً للغاية إضافة إلى إن وظيفة المرحضة كانت غريبة جدا بالنسبة للمستهلكين اليابانيين.

### الثمانينات: مقدمة عن WASHLET
```
في عام 1980 قدمت (WASHLET G) (TOTO), التي ظهرت لأول مرة بثلاث وظائف: التنظيف الخلفي، المجفف، المقعد الساخن وفي عام 1982 تم بث أول إعلان تلفزيون ل مغسلة، يضم المغنية جون تاجاوا تخبر المشاهدين أنه «على الرغم من أنه في عضو الأسفل، إلا أنه يريد أن يتم غسله أيضًا». في إعلان آخر، ظهرت وهي واقفة على ردف مزيف تقرأ رسالة يفترض أنها من عضو في الأسفل، والتي كُتب فيها أن «حتى القيعان لها مشاعر».
[
4
]
```

يعمل المقعد الهوائي والغسيل المبكر ميكانيكيا وقد استغرقت هذه العملية عدة دقائق حتى يبدأ الرش ويسخن الماء وقد تم حل تلك المشاكل من خلال تنفيذ عملية إلكترونية. وصنعت فوهة للمغسلة لتمتد وتنسحب بزاوية 43 درجة ومنع أي ماء مستخدم للتنظيف من السقوط مرة أخرى على الفوهة (الغسيل العكسي).
قام اثنان من مهندسي (TOTO)، وهما السيد (Kawakami) والسيد (Ito)، بحساب متوسط موقع فتحة الشرج البشرية بمساعدة 300 زميل تم إقناعهم بالجلوس في مرحاض خاص وتمييز أوضاع فتحة الشرج عن طريق تثبيت قطعة صغيرة من الورق مثبته على سلك معلق على المقعد. تم قياس متوسط موقع الفرج الأنثوي في ناد للتعري. وفي عام 1987، أطلقت (TOTO) أول غسيل متكامل.

### من التسعينات: اعتماد واسع النطاق
في عام 1992، أطلقت (TOTO) مرحاض (Neorest)، وهو عبارة عن مرحاض بدون خزان مزود بغسالة مدمجة. بدأ مصنعون آخرون في إنتاج مرحضة إلكترونية، دون استخدام العلامة التجارية "Washlet".

## في الثقافة الشعبية
عرضت المراحيض الإلكترونية في عائلة سمبسون وفيوتشوراما على أنها "مراحيض يابانية.